# Rogers Cup 2007
Der Rogers Cup 2007 war ein Tennisturnier der WTA Tour 2007 für Damen in Toronto sowie ein Tennisturnier der ATP Tour 2007 für Herren in Montreal. Das Herrenturnier fand von 6. bis 12. August 2007 statt, das Damenturnier folgte in der Folgewoche.

## Herren
→ Hauptartikel: Rogers Cup 2007/Herren
→ Qualifikation: Rogers Cup 2007/Herren/Qualifikation

## Damen
→ Hauptartikel: Rogers Cup 2007/Damen
→ Qualifikation: Rogers Cup 2007/Damen/Qualifikation